# Нейтраліно
У суперсиметрії нейтраліно(англ. neutralino) — гіпотетична частинка. Існує 4 нейтраліно, які є електронейтральними ферміонами. Їх зазвичай позначають 
N͂0
1 (найлегше), 
N͂0
2, 
N͂0
3 і 
N͂0
4 (найважче), або інколи {\displaystyle {\tilde {\chi }}_{1}^{0},\ldots ,{\tilde {\chi }}_{4}^{0}}, це позначення використовують коли {\displaystyle {\tilde {\chi }}_{i}^{\pm }} означає чарджино. Найлегше нейтраліно є стабільним. Оскільки нейтраліно є ферміонами Майорани, кожне нейтраліно ідентичне до власної античастинки. Ці частинки взаємодіють лише із легкими векторними бозонами. Вони мали б з'являтися при каскадних розпадах важчих частинок, виникаючи із кольорових суперсиметричних частинок. 

Важчі нейтраліно зазвичай розпадаються через нейтральний Z бозон у легше нейтраліно, або через заряджений W бозон у легке чарджіно:
| N͂0 2 | → | N͂0 1 | + | Z0 |   |      |   |    |   |    |
| N͂0 2 | → | C͂± 1 | + | W∓ | → | N͂0 1 | + | W± | + | W∓ |

Наразі немає експериментального підтвердження існування нейтраліно.

## Суперсиметричні теорії
У суперсиметричних моделях всі частинки із Стандартної моделі мають частинок-партнерів з всіма ідентичними квантовими числами окрім спіну, який відрізняється на 1/2 від частинки-партнера (бозони-ферміони). Оскільки суперпартнери Z бозона (зіно), фотона (фотіно) і бозона Гіггса (гіггсіно) мають однакові квантові числа, вони можуть змішуватись, утворюючи власні стани масового оператора, названі нейтраліно. Властивості нейтраліно залежать від деталей змішування.

## Темна матерія
Як важка, стабільна частинка, найлегше нейтраліно є ідеальним кандидатом у холодну темну матерію. У багатьох моделях найлегше нейтраліно може утворюватись у гарячому ранньому Всесвіті. Найлегше нейтраліно вважається головним кандидатом у ВІМПи (частинки темної матерії).
Нейтралінна темна матерія може бути зареєстрована прямим і непрямим шляхами. Для непрямих детектувань гамма і нейтринні телескопи у пошуках слідів анігіляції нейтраліно, направляють на області високої густини темної матерії.